# Сингх, Хардик
Хардик Сингх (хинди हार्दिक सिंह; род. 23 сентября 1998, Хусропур, Пенджаб) — индийский хоккеист на траве, полузащитник сборной Индии. Бронзовый призёр Олимпийских игр (2020).

## Биография
Хардик Сингх родился 23 сентября 1998 года. Вся его семья играла в хоккей. Его отец Вариндерприт Сингх Рей также является хоккеистом. Дядя Гурмаил Сингх — олимпийский чемпион 1980 года. Другой дядя Юградж Сингх был чемпионом мира среди юниоров 2001 года. Тётя Раджбир Каур была капитаном женской сборной Индии по хоккею и выступала на Азиатских играх с 1982 по 1994 годы.
Владеет английским языком, хинди и панджаби.

## Карьера
Начал играть в хоккей в семилетнем возрасте в родной деревне Хусропур у Джаландхара.
Был в составе сборной Индии на домашнем чемпионате мира в Бхубанешваре в 2018 году. Индия стала шестой на этом турнире, проиграв в четвертьфинале.
В 2020 году участвовал в Про-лиге Международной федерации хоккея на траве, где сборная Индии стала четвёртой.
Принял участие на летних Олимпийских играх 2020 года в Токио. Сборная Индии в групповом этапе одержала 4 победы и вышла в плей-офф со второго места. В четвертьфинале индийцы победили Великобританию со счётом 3:1, однако затем уступили будущим олимпийским чемпионам Бельгии 3:5. В матче за бронзу Индия победила Германию со счётом 5:4, впервые с московской Олимпиады в 1980 году завоевав медаль в хоккее на траве. Сингх забил один гол с углового в матче за бронзу, а всего на турнире отличился двумя мячами.
Отличился вторым голом в первой игре своей сборной против Испании на чемпионате мира 2023 года.